# Dörröd
Dörröd är en by strax utanför Veberöd i Skåne. Denna lilla by delas på mitten av länsväg 102, som löper mellan Veberöd och Skurup. Dörröd är mest känt för Dörrödsbonden, som bodde och drev sin verksamhet i byn fram till början på 2000-talet. Han var en mjölkbonde som sålde opastöriserad mjölk och som deltog i TV-dokusåpan Farmen.
Byn är känd sedan 1400-talet och det finns olika tolkningar av namnet. En av dessa är "den döves röjning". Före 1800-talet var markerna väster om byn endast sporadiskt bebyggda. Gårdarna Bilarp och Hägnaden är belagda från 1600-talet. Bebyggelsen ökade under 1800-talet, bland annat på Klidderlien på vägen mot Häckeberga.
Idag finns det inte längre någon yrkesverksam jordbrukare i Dörröds by.